# Mật mã Lyoko: Tiến hóa
Code Lyoko: Evolution (Mật mã Lyoko: Tiến hóa) là phần tiếp theo (phần 5) của loạt phim hoạt hình Pháp Code Lyoko. Phim được công chiếu tại Pháp trên kênh France 4 vào ngày 19 tháng 12 năm 2012 và trên toàn cầu từ 05 tháng 01 đến 19 tháng 12 năm 2013. Bộ phim là sự kết hợp giữa một bộ live-action với hình ảnh CGI.
Kinh phí sản xuất Code Lyoko: Evolution vào khoảng € 5.600.000.

## Nội dung
Lấy bối cảnh một năm sau các sự kiện cuối cùng của loạt phim hoạt hình gốc, Jeremie, Odd, Ulrich, William, Yumi và Aelita trở lại cuộc sống bình thường tại học viện Kadic. XANA, hệ thống nguy hiểm tưởng như đã bị đánh bại lại xuất hiện với sức mạnh lớn hơn bao giờ hết. Các nhân vật chính lại phải khởi động siêu máy tính và tiếp tục chiến đấu bảo vệ thế giới. William Dunbar được chấp nhận trở thành một thành viên của nhóm, cùng với cô nàng dự bị thiên tài, mệnh danh là "quý cô Einstein" Laura Gauthier.
Ngoài kẻ thù XANA, nhóm bạn còn phát hiện ra rằng, họ còn có một kẻ thù nguy hiểm hơn, đó là tiến sĩ điên Tyron - người đã vô tình đưa XANA trở lại. Ông ta ra lệnh cho một nhóm người ảo màu sọc đen xanh lá để chống lại các chiến binh Lyoko.
Trong phòng thí nghiệm của Tyron, nhóm bạn vô tình phát hiện ra Anthea, người mẹ đã mất từ lâu của Aelita. Họ cố gắng tìm ra mối liên quan giữa Anthea với Tyron và cách để đoàn tụ cô với Aelita.
Một lần nọ, ghen tức vì không được trở thành một thành viên chính thức của nhóm, Laura đã một mình đưa William vào thế giới ảo khiến cậu suýt bị XANA chiếm đoạt. Sau sự kiện ấy, nhóm bạn tổ chức biểu quyết, kết quả là Laura bị khai trừ khỏi nhóm và xóa sạch ký ức.
Trong tập Ultimate Mission (Nhiệm vụ cuối cùng), phim tiết lộ rằng Tyron đã kết hôn với Anthea được bốn năm, và giờ ông ta là bố dượng của Aelita. Mục đích duy nhất của ông ta là lấy những tài liệu của bố Aelita nhằm tạo ra các khu vực không gian Cortex (Vỏ não), nơi mà XANA sau đó dùng làm nới trú ẩn, bí mật thực hiện âm mưu thống trị thế giới.
Jeremie lập trình ra một loại virus để cài vào siêu máy tính của Tyron, nhằm tiêu diệt XANA. Tuy nhiên khi virus chưa được cài xong thì Tyron đã tắt siêu máy tính của ông ta, khiến nhóm chiến binh Lyoko (trừ Yumi) có nguy cơ bị kẹt trong thế giới ảo. Sau khi Tyron tắt máy tính, vùng không gian Cortex bị phá hủy, may mắn là nhóm bạn đã được hiện thực hóa trước khi rơi xuống đại dương số. Sau nhiệm vụ này, nhóm bạn càng trở nên thân thiết, họ quyết định tắt nguồn siêu máy tính và trở về cuộc sống bình thường.

## Những thay đổi và khác biệt so với Mật mã Lyoko

### Về hình ảnh
Khác với series Code Lyoko 2D trước, những cảnh không phải thế giới ảo trong Code Lyoko: Evolution sử dụng các diễn viên thật. Thế giới ảo vẫn là công nghệ CGI 3D, tuy nhiên hình ảnh đã được cải thiện đáng kể, trang phục các chiến binh Lyoko cũng khác so với series trước.

### Về nội dung
Ở Code Lyoko: Evolution, có hai vùng lãnh thổ trên thế giới ảo là lãnh thổ băng và rừng đã được loại bỏ, thay vào đó là vùng không gian Cortex mới xuất hiện.

### Về nhân vật
- William Dunbar được công nhận là một thành viên chính thức của nhóm, và một nhân vật mới - Laura Gauthier cũng được gia nhập, tuy nhiên về sau cô ta đã bị khai trừ.
- Kiwi, con chó của Odd không còn hiện diện trong phim này, lý do là nó đang được Odd gửi người chị họ chăm sóc. Hai nhân vật phụ Nicolas và Hervé, bạn của Sissi cũng không xuất hiện.
- Các nhân vật trong Code Lyoko: Evolution không giữ được ngoại hình giống series trước (ngoại trừ nhân vật Jim, một vai phụ đáng chú ý với ngoại hình khá giống nguyên bản hoạt hình).

### Về nhạc phim
Âm nhạc trong phim đã được thay đổi hoàn toàn, ca khúc mở đầu cũ cũng không được sử dụng trong phiên bản lần này.

## Nhân vật chính
- Marin Lafitte trong vai Jérémiah Belpois (Jeremie)
- Léonie Bertyonnaud trong vai Aelita Schaeffer (Stones)
- Gulliver Bevernage-Benhadj trong vai Odd Della Robbia
- Quentin Merabet trong vai Ulrich Stern
- Mélanie Trần trong vai Yumi Ishiyama
- Diego Mestanza trong vai William Dunbar
- Pauline Serieys trong vai Laura Gauthier (nhân vật mới, chỉ xuất hiện trong Code Lyoko: Evolution)

## Nhân vật khác
- Clémency Haynes trong vai Elizabeth Delmas (Sissi)
- Éric Soubelet trong vai ông Delmas
- Franck Beckmann trong vai tiến sĩ Lowell Tyron (chỉ xuất hiện trong Code Lyoko: Evolution)
- Sophie Fougere trong vai cô Hertz
- Bastien Thelliez trong vai Jim Morales
- Hugues Massignat trong vai Waldo Franz Schaeffer (Franz Hopper)
- Sandrine Rigaux trong vai Anthea Hopper Schaeffer